# 24 (Fernsehserie)/Staffel 5
Die fünfte Staffel der Echtzeit-Fernsehserie 24 wurde in den USA von Januar bis Mai 2006 erstausgestrahlt, in Deutschland, Österreich und der Schweiz zwischen November 2006 und Februar 2007. Sie ist – bei insgesamt zwölf Nominierungen und fünf Prämierungen für einen Primetime Emmy Award – die einzige Staffel der Serie, die mit einem Emmy in der Kategorie Beste Dramaserie ausgezeichnet wurde und für die Hauptdarsteller Kiefer Sutherland einen Emmy gewonnen hat.
Innerhalb von 24 aufeinanderfolgenden Stunden spielend, handelt die Staffel im Wesentlichen von Terroranschlägen mit Nervengas im Großraum Los Angeles und von den Ermittlungen der staatlichen Anti-Terror-Einheit CTU, die Terroristen, bei denen es sich um russische Separatisten handelt, zu stoppen und ihre Auftraggeber zu ermitteln. Im Laufe des ersten Drittels der Staffel stellt sich heraus, dass eine Gruppe US-amerikanischer Lobbyisten, denen es um die Wahrung der Öl-Interessen der Vereinigten Staaten in Asien geht, den Terroristen das Nervengas zugespielt hat, die es ursprünglich auf russischem Boden einsetzen wollten. Weil der ehemalige US-Präsident Palmer von dem Plan der Lobbyisten Kenntnis erlangt hatte, wird er zu Staffelbeginn in deren Auftrag ermordet. Zudem ergibt sich, dass die Lobbyisten nicht nur vom Stabschef des Weißen Hauses, sondern auch vom US-Präsidenten Logan unterstützt werden. Das letzte Drittel der Staffel dreht sich hauptsächlich um die Bemühungen des CTU-Agenten Jack Bauer, ein Geständnis des Präsidenten für dessen Schuld am Tod Palmers sicherzustellen.

## Prequel
Das titellose Prequel ist ein etwa 10-minütiger, von Jon Cassar und Joseph A. Hodges inszenierter Kurzfilm, der in der Zeit seit dem Ende der vierten Staffel spielt und zur Einstimmung auf die fünfte Staffel im Internet und auf DVD veröffentlicht wurde. Er wurde von Toyota gesponsert. Er beginnt mit einer der letzten Szenen der vierten Staffel, dabei telefoniert Bauer mit Palmer, der ihm für seine Arbeit dankt. Ein Jahr später trifft sich Chloe O’Brien mit Bauer in einem Industriegebiet Chicagos und teilt ihm mit, dass jemand unerlaubt den Obduktionsbericht Bauers auf ihrem Computer geöffnet hätte. Sie äußert die Befürchtung, dass die betreffende Person herausgefunden hat, dass Jack nicht wirklich tot ist, und rät ihm zum Verlassen der Stadt. Nach Ende des Treffens wird Bauer von einem Motorradfahrer beobachtet und mit seinem Toyota von einem BMW minutenlang verfolgt, ehe der Verfolger im Auto bei der Kollision mit einem Gabelstapler augenscheinlich stirbt.

## Handlung
Die Handlung spielt 18 Monate nach der vierten Staffel, beginnt um 7 Uhr und dauert bis 7 Uhr des Folgetages.

### Vorgeschichte und Ausgangssituation
Vor 18 Monaten hat der damalige Leiter der CTU-Abteilung für Geheimoperationen, Jack Bauer, mit der Hilfe seiner Kollegen und Freunde Michelle Dessler, Tony Almeida und Chloe O’Brian sowie dem Ex-US-Präsidenten David Palmer seinen Tod vorgetäuscht, um seiner Ermordung durch einen Secret-Service-Agenten zu entgehen. Diese hatte Walt Cummings, Stabschef des Weißen Hauses, mit späterer Billigung des US-Präsidenten Charles Logan als Alternative für Bauers Auslieferung an China befohlen, um die diplomatischen Beziehungen der USA mit China nicht zu belasten. Mit einer neuen Identität und offensichtlich ohne, dass weitere Personen davon Kenntnis hatten, verließ Bauer sein damaliges Lebensumfeld. Inzwischen wohnt er unter dem Namen Frank Flynn gemeinsam mit seiner Lebensgefährtin Diane Huxley und deren jugendlichem Sohn Derek in Mojave nahe Los Angeles.
Für diesen Tag ist nahe L. A. ein Gipfeltreffen zwischen Logan und seinem russischen Amtskollegen Yuri Suvarov geplant, um dabei eine Anti-Terror-Allianz zwischen Russland und den USA zu ratifizieren. Die Allianz betrachten beide Präsidenten als den Höhepunkt ihrer Amtszeit.

### 7 bis 12 Uhr

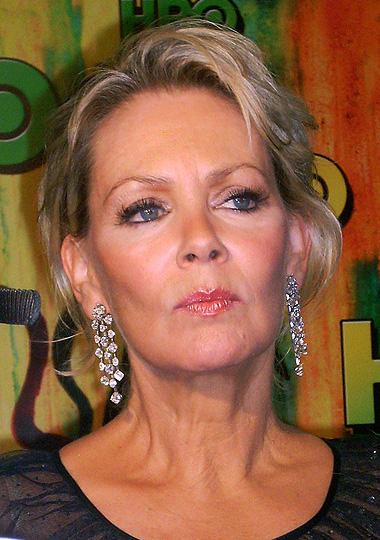
Jean Smart, Darstellerin der First Lady Martha Logan

Kurz nach 7 Uhr wird David Palmer in der Wohnung seines Bruders Wayne in L. A. durch einen Heckenschützen erschossen. Wenige Minuten später reißt eine Autobombe Michelle Dessler in den Tod, dabei wird ihr Mann Tony zudem schwer verletzt. Da sich O’Brian, die bereits verfolgt wird, nun ebenfalls auf der Abschussliste sieht, wendet sie sich hilfesuchend an Bauer und trifft sich mit ihm. Bauer hat Derek, der gegenüber Jacks Identität misstrauisch ist, notgedrungen mit dabei. Palmers Mörder und dessen Komplizen versuchen weiter, Chloe und Jack zu ermorden und werden dabei von ihnen getötet. Zuvor erfährt Bauer von Palmers Mörder, dass die Anschläge auf die Leben von Dessler, Almeida und O’Brien zu einem Plan gehören, Bauer den Mord an Palmer anzuhängen, und dass er die Auftraggeber nicht kenne. Durch ein gefälschtes Überwachungsvideo geht die CTU indes von Bauer als dem Mörder Palmers aus.
In Logans Refugium in Hidden Valley nahe L. A. befürchtet man wegen Palmers Ermordung einen Anschlag auf Suvarov. Präsident Charles Logan schenkt der Aussage seiner Frau Martha, wonach diese mit ihrem Freund Palmer am Vortag wegen einer die nationale Sicherheit betreffenden Angelegenheit telefoniert habe, keine Beachtung. Er beweist ihr mit einer von Cummings heimlich manipulierten Audio-Aufnahme, dass sich Martha das wegen nicht eingenommener Medikamente nur einbilde.
Bauer entdeckt mit Waynes und Chloes Hilfe in den Dateien Davids den Namen des im Flughafen Los Angeles-Ontario arbeitenden Chevensky. Weil sich die mittlerweile von der CTU vermisste Chloe verhaften lässt, gelingt Jack mit Derek die Flucht aus dem stark bewachten Gebäude, in dem Palmer ermordet wurde. In einem Terminal des Flughafens entzieht sich Chevensky seiner Vernehmung durch Bauer kurz vor 9 Uhr durch Selbstmord. Im selben Moment besetzen mit Sprengstoffwesten bekleidete Terroristen das Terminal und nehmen über 60 Menschen als Geiseln, darunter auch Derek. Bauer kann der Geiselnahme entgehen. Ebenfalls in diesem Moment landet Suvarov unbeschadet in Hidden Valley, dem Refugium des US-Präsidenten Logan, wodurch sich die Befürchtung der Sicherheitskräfte zerstreut, es sei für diesen Moment ein Attentat auf Suvarov geplant. Cummings und die Terroristen im Flughafen handeln – noch ohne das Wissen Jacks und der Behörden – telefonisch instruiert durch ihren Hintermann James Nathanson.
Als Anführer der Terroristen, bei denen es sich um russische Separatisten handelt, fordert Anton Beresch von Logan und Suvarov, dass sie das Abkommen öffentlich widerrufen, er droht ihnen dazu mit dem Tod der Geiseln. Beresch exekutiert, im Fernsehen übertragen, zur Demonstration eine Geisel. Jack gelingt es mit der Hilfe der nun wieder in der CTU tätigen Chloe, die Sprengstoffweste eines der Terroristen fernzuzünden und damit die Exekution Dereks zu vereiteln. Weil Beresch kurz darauf über Nathanson von Bauers Unterstützung für die CTU und Bekanntschaft mit Derek erfahren hat, zwingt er Bauer dazu, sich ihm zu ergeben, indem er abermals mit Dereks Ermordung droht. Als einziger in der CTU erkennt Regionaldirektor McGill eine Nachricht Bauers als codiert, sodass es der CTU im Moment der Abkommensunterzeichnung und kurz vor der Exekution der übrigen Geiseln gelingt, das Terminal zu stürmen, ohne dabei in einen Hinterhalt zu geraten. Dabei sterben Beresch und seine Komplizen.
Die CTU sucht nun nach dem unter den Geiseln gewesenen, aber von ihr noch nicht identifizierten Mann Ivan Erwich, dem Beresch, von Bauer beobachtet, eine von Chevensky aufbewahrte Chipkarte zugesteckt hatte. Diese verwendet Erwich in einem von den Ermittlungsbehörden noch nicht überwachten Hangar des Flughafens zum Öffnen eines Behälters mit Nervengas, den er gemeinsam mit seinen Komplizen aus dem Flughafen schafft und zum Weitertransport nach Moskau übergeben lässt, wo die Terroristen planen, das Gas für einen Anschlag zu verwenden. Wenig später findet die CTU in dem Hangar Rückstände des Nervengases, das die Behörden als waffenfähiges, hochgradig tödliches Sentox-VI-Nervengas identifizieren.
Unterdessen besorgt sich die First Lady eine Abschrift ihres Telefonats mit Palmer, um zu beweisen, dass sie sich nicht irrte. Um sich und Nathanson zu schützen, überfällt Walt Cummings sie hinterrücks und betäubt sie vorübergehend, entwendet die Aufzeichnung und lässt Martha Logan ohnmächtig zurück. Charles hält ihren Hinweis auf Palmers Warnung nach wie vor für Einbildung und will sie deshalb erneut in die Psychiatrie nach Vermont schicken.
Unterdessen ist Bauer, bis vor kurzem totgeglaubt, in die CTU zurückgekehrt. Dort erkennen er und die in der CTU als Vertreterin des Pentagon tätige Audrey Raines, dass sie sich noch lieben, und Audrey verzeiht Jack Bauer den von ihm mitverursachten Tod ihres Mannes Paul. Weil Nathanson in Bauer eine ernste Gefahr sieht, lässt Cummings durch den CTU-Mitarbeiter Spenser Wolff, der auch Chloes Liebhaber ist, einen Mann in die CTU einschleusen, um dort einen Mordanschlag auf Bauer zu verüben. Bauer kann sich verteidigen und tötet Cummings Auftragskiller. Mit dem Mordversuch konfrontiert, gibt Wolff in der CTU zu, von Cummings und lediglich für dienstaufsichtsbezogene Aufgaben rekrutiert worden zu sein. Die CTU geht deshalb davon aus, dass Palmer in Cummings’ Auftrag ermordet wurde.

### 12 bis 17 Uhr
Mit dem Ziel, Cummings’ Schuld zu beweisen, begibt sich Bauer nach Hidden Valley, wo er in Cummings’ Auftrag aber gleich vom Secret Service verhaftet wird. Um sich und Nathanson zu schützen sowie einer Beschuldigung durch Bauer zuvorzukommen, gibt Cummings gegenüber dem Präsidenten seine Beteiligung an den terroristischen Aktivitäten der Separatisten zu. Die von Nathanson geleitete und den Auslösemechanismus an den Gasbehältern kontrollierende Geheimorganisation verfolgte den Plan, die Separatisten das Nervengas in dem Glauben nach Russland schmuggeln zu lassen, sie würden es gegen Russland einsetzen. Geplant war, das Gas satellitengesteuert freizusetzen, sobald es im Stützpunkt der Terroristen eingetroffen ist. Damit war beabsichtigt, den Vereinigten Staaten den Beweis für die Existenz von Massenvernichtungswaffen in Zentralasien zu erbringen und so den Vorwand zu liefern, ihre militärische Präsenz in der Region zu erhöhen, um der US-Bevölkerung die langfristige Versorgung mit Öl zu sichern. Weil Palmer von dem Plan Kenntnis erhielt, tötete ihn die Organisation.
Kurz darauf gelangt Bauer mit der Hilfe des Secret-Service-Agenten Aaron Pierce, dem Martha ihren Verdacht mitgeteilt hat, in das Büro von Logan, der über Cummings Geständnisse schockiert ist. Indem Bauer Cummings in Logans Beisein foltert, gibt Cummings preis, dass sich das Nervengas in einem ISO-Container im Hafen von Long Beach befindet. Umgehend beauftragte Sondereinsatzkräfte finden den Container kurz vor 13 Uhr ohne die Gasbehälter vor, dafür aber mit der Leiche des von Cummings beauftragten Mannes Schaeffer. Diesen hatte Erwich zuvor beim Ändern der Zugriffscodes an den Gasbehältern erwischt. Weil die Seehäfen nun geschlossen sind und Erwich das Nervengas nicht mehr nach Russland bringen kann, plant er, es gegen die USA auf deren Boden einzusetzen.
Bauer sieht seine Arbeit nun, da Palmers Mörder ermittelt ist, getan und möchte deshalb wieder untertauchen. In Würdigung seiner Leistungen für die USA lässt er sich durch Logan aber dazu überreden, bis zur Beendigung der terroristischen Bedrohung weiterzuarbeiten. Weil Charles nun Marthas Verdacht bestätigt sieht, verhindert er ihre Abreise nach Vermont. Kurz vor 14 Uhr findet man den vom Secret Service verhafteten Cummings stranguliert vor. Zum Schutz des Ansehens der US-Regierung möchten Charles und Novick seinen Tod und seine Verwicklung in die terroristischen Aktionen vor der Öffentlichkeit zunächst geheim halten. Nur mit diesbezüglicher Verachtung für Charles fügt sich Martha dem Vorhaben.
McGills klamme, drogensüchtige Schwester Jenny lässt ihn vor dem CTU-Gebäude unter einem Vorwand von ihrem Freund überfallen, der dabei auch die Schlüsselkarte stiehlt, die McGill den Zutritt zur CTU ermöglicht. Ohne den Vorfall zu melden, arbeitet McGill weiter in der CTU.
Durch Informationen aus einem abgehörten Telefonat Erwichs kann die CTU den Softwareentwickler Rossler verhaften, der für Erwich die in den Zündern enthaltenen Mikrochips neu programmiert hat. Weil Rossler durch eine von ihm vergewaltigte Frau erschossen wird, gibt sich Bauer den Separatisten gegenüber als Rossler aus. In dieser Rolle bringt er einen der Chips zu ihnen, wird dabei aber von ihnen gefangen und mit zu einem Test zur Prüfung der Funktionstüchtigkeit des Zünders genommen. Um Erwich und die restlichen Nervengasbehälter zu finden, befehlen Präsident Logan und CTU-Regionaldirektor McGill, dass Bauer den Terroristen beim Testen des neu programmierten Zünders hilft, indem sie ihn und Erwichs Komplizen das Gas in einem Einkaufszentrum freisetzen lassen. Indem Bauer die Befehlsausführung sabotiert, kann er die Menge des freigesetzten Gases und somit die Todesopferzahl auf 11 begrenzen sowie einen von Erwichs Komplizen töten. Als der andere Komplize, bald auf seine Verfolger von der CTU aufmerksam geworden, kurz darauf Suizid begeht, verliert die CTU allerdings erneut die Spur zu Erwich und dem restlichen Gas.

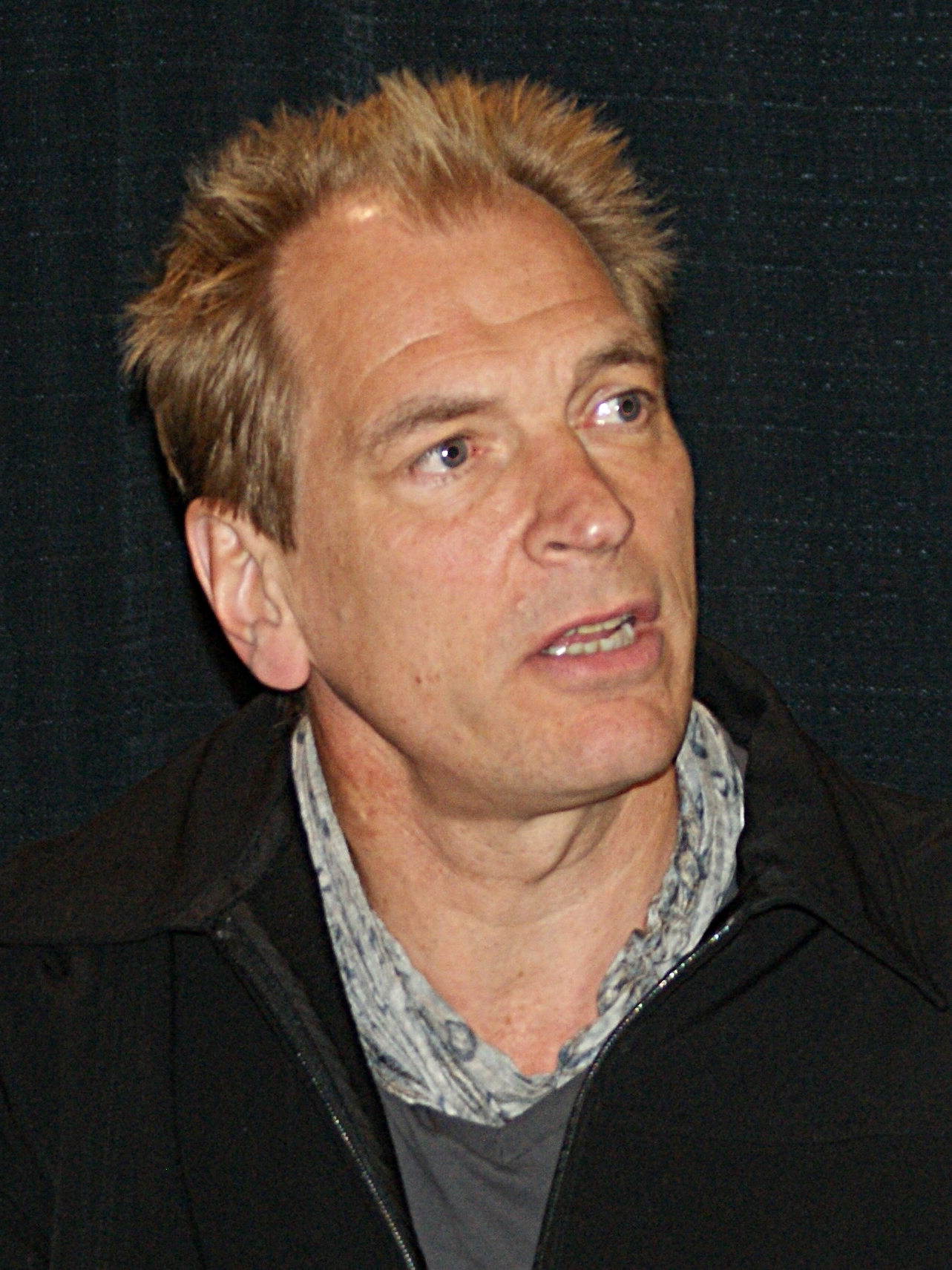
Julian Sands, Darsteller des Vladimir Bierko

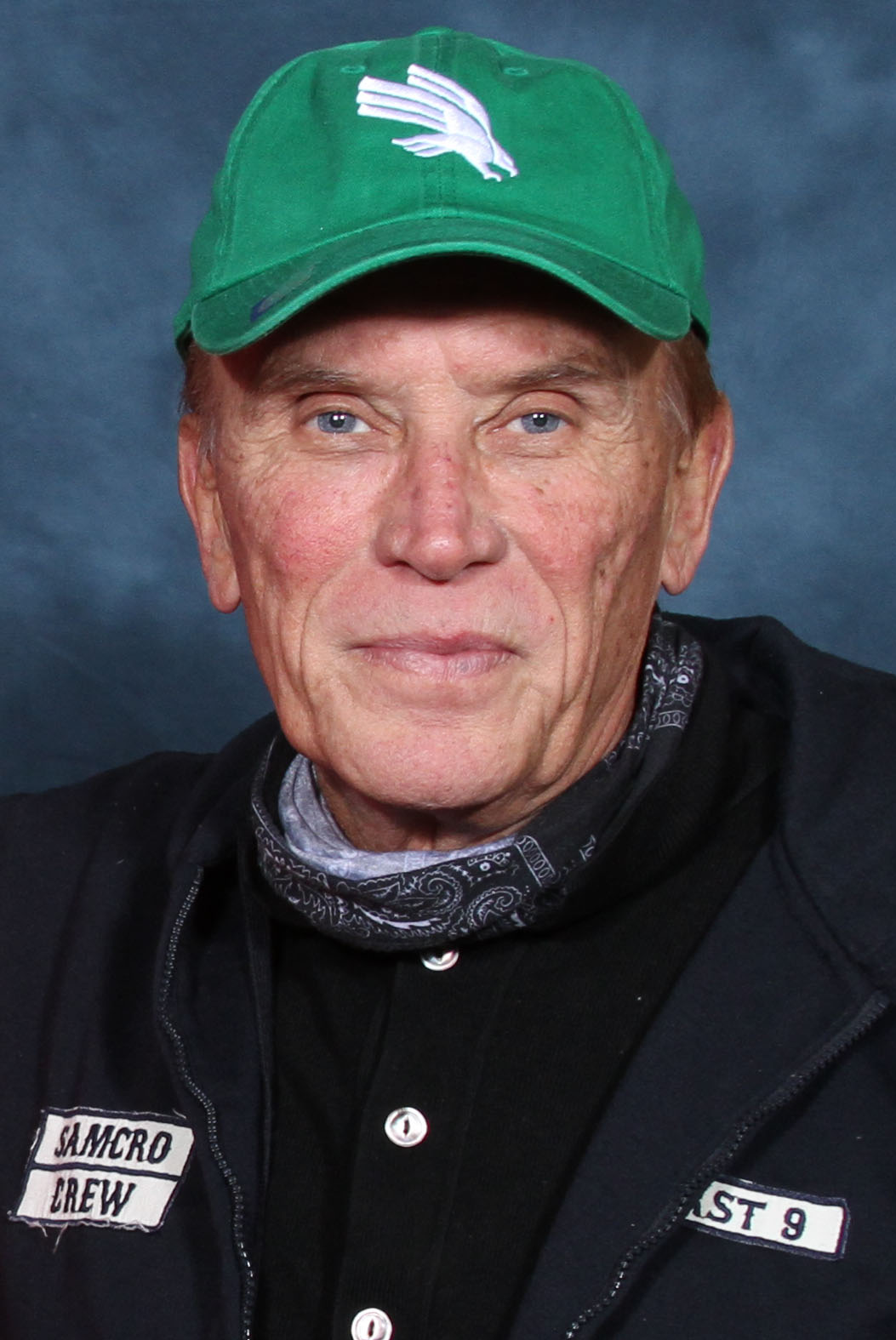
Peter Weller, Darsteller des Christopher Henderson

Vladimir Bierko, der Anführer der russischen Separatisten, tötet Erwich, auch wegen des nicht vereinbarten Nervengaseinsatzes im Einkaufszentrum, und lässt ebenso Nathanson als Verräter töten. Jedoch erhält Bauer von Nathanson, der Schutz sucht und den Gaseinsatz auf amerikanischem Boden verhindern will, kurz vor dessen Tod einen Datenträger mit staatlicherseits verschlüsselten Informationen. Diese führen Jack zu dem Hauptsitz des Konzerns Omicron International, der das Gas einst für das US-Militär entwickelt hat, und zu dem Ex-CTU-Mitarbeiter Christopher Henderson, der an der Forschung beteiligt war und mit dem sich Jack einst zerstritten hatte. Es misslingt Henderson, Bauer in einem Forschungsbunker auf dem Konzerngelände per ferngezündeter Bombe zu töten.
Weil er Präsident Suvarovs Tod will, erzwingt Bierko von US-Präsident Logan unter der Androhung, das Nervengas freizusetzen, die Fahrtroute von Suvarovs Wagenkolonne mitzuteilen. Gegen die Entscheidung ihres Mannes protestierend, fährt die First Lady Martha Logan in der Limousine der Suvarovs mit. Außer sich vor Wut und Sorge über Martha, unterlässt es Charles aber, die Kolonne zu warnen und Martha zurückzuholen. Kniend betet er mit Novick.
Indes hat der von Logan unter Erfolgsdruck gesetzte McGill in der CTU Bauers Verhaftung veranlasst. Weil Raines und Buchanan, unterstützt durch O’Brien, ihn aber hintergehen und Bauer weiterhin helfen, lässt McGill Buchanan verhaften. Nachdem McGill, der die Arbeit der CTU auf die Suche nach den Terroristen beschränken will, mit seinem autoritärer werdenden Verhalten auch Hinweise auf einen möglichen Angriff auf die Wagenkolonne missachtet hat, wird er in einem von Audrey und Curtis eingeleiteten Schnellverfahren als CTU-Direktor abgesetzt, verhaftet und wieder durch Buchanan ersetzt. Deshalb kann die CTU die Kolonne des russischen Präsidenten in letzter Sekunde warnen. Auch dadurch überleben die Suvarovs und Martha den unter anderem per Granatbeschuss und Flammenwerfer durchgeführten Angriff auf ihr Auto, die Angreifer sterben.

### 17 bis 24 Uhr
Martha, erschüttert über das Verhalten ihres Mannes, erzählt Pierce von der Weitergabe der Fahrtroute durch Charles. Einen Angriff auf die CTU planend, lässt Bierko zur Ablenkung der Behörden in einem Krankenhaus in L. A. einen Nervengasbehälter in Stellung bringen. Durch Informationen, die einer der toten Terroristen bei sich hatte, kann die CTU den Behälter aber vor der Freisetzung des Gases finden und so den Anschlag vereiteln. Mittlerweile ist Bierko der CTU durch Hinweise anderer Behörden als Anführer der Terroristen bekannt geworden. Trotz Anwendung von Folter können Bauer und die CTU Henderson, der den Terroristen das Nervengas zugespielt hatte, nicht zur Preisgabe von Informationen zum Auffinden Bierkos bewegen. In der CTU ist mittlerweile Jacks Tochter Kim eingetroffen, die erst jetzt erfährt, dass ihr Vater noch lebt.
Unterdessen besorgt sich Bierkos Komplize Ostroff von McGills Schwester und deren Freund Dwayne, die er beide ermordet, die gestohlene Schlüsselkarte. Mit der Karte in die CTU L. A. gelangt, bringt Ostroff im Belüftungssystem einen Nervengasbehälter in Stellung. Über die beiden Morde erst wenige Minuten vor der Freisetzung des Gases informiert, gibt McGill erst jetzt den Diebstahl der Karte bekannt, sodass die Infiltration des Gebäudes auffällt und mit der Evakuierung begonnen wird. Jack kann Ostroff noch töten, ehe er sich kurz vor 19 Uhr mit Kollegen und Kim im Konferenzraum in Sicherheit vor dem Gas bringt. Edgar und über 50 andere Mitarbeiter sterben durch das Gas. Weil die Dichtungen an den Schutzräumen durch das Gas zu korrodieren beginnen und das Gebäude nicht rechtzeitig dekontaminiert werden kann, drohen die in der Krankenstation und den anderen Schutzräumen befindlichen Personen innerhalb von 15 Minuten zu sterben, darunter auch Raines, O’Brian und die Bauers. Um die Klimaanlage zu reaktivieren und so diese Personen zu retten, opfert McGill sein Leben, indem er die kontaminierte Zone durchquert.
Tony Almeida, kürzlich aus der Narkose erwacht, wird bei seinem von Rache für Michelles Ermordung getriebenen Versuch, Henderson zu töten, von diesem überwältigt und so schwer verletzt, dass Henderson aus der CTU flüchten kann und Tony kurz darauf für tot erklärt wird.
US-Vizepräsident Hal Gardner überzeugt Charles Logan davon, im Großraum L. A. präventiv das Kriegsrecht zu verhängen. Um den Kongress in die Entscheidung nicht mit einbeziehen zu müssen, lässt Gardner den Präsidenten die Maßnahme offiziell als eine militärisch überwachte Ausgangssperre verkünden. Novick und Martha befürchten, dass Gardner den Sturz des Präsidenten plane. Gardner lässt die CTU L. A. wegen ihrer großen Verluste zudem unter die Leitung von Homeland Security stellen, die in der CTU von Karen Hayes vertreten wird. Wayne Palmer trifft sich nahe dem präsidialen Refugium indes mit Aaron Pierce und überlebt dabei von Henderson beauftragte Mordversuche.
Bierko will das restliche Nervengas aus einem Gaswerk heraus in Privathaushalte strömen lassen. Vorbereitend beschafft er sich Informationen mit der Hilfe Collette Stengers, gegen welche die CTU, basierend auf Informationen aus Hendersons Computer, bereits ermittelt. Bauer lässt sich die Frau durch ihren vorgeblichen Liebhaber, einen verdeckt ermittelnden BND-Agenten, ausliefern, indem er ihm eine Falle stellt. Im Rahmen eines von Henderson veranlassten Plans zur Ablenkung der CTU gesteht Stenger vorgeblich, Audrey hätte ihr den Kontakt zu Bierko vermittelt. Von Jack zur Rede gestellt, gesteht Audrey lediglich einen One-Night-Stand mit Cummings. Bauer bricht die daraufhin veranlasste Folter Audreys ab, als er das Ablenkungsmanöver bemerkt. Mit Hilfe einer durch Bauer erzwungenen Aussage Stengers wird die CTU auf das Anschlagsziel aufmerksam. In dem Gaswerk eingetroffen, kann die CTU zwar nicht das Ausströmen des Nervengases aus den Behältern verhindern, durch eine gezielte Sprengung in letzter Minute aber erreichen, dass es das Werk nicht verlässt, sondern verbrennt. Schwer verletzt wird Bierko von der CTU verhaftet.
Unterdessen hat Henderson Amy, Tochter von Marthas Assistentin Evelyn Martin, als Geisel genommen, um von Evelyn die Herausgabe des Mitschnitts eines Telefonats zwischen Charles und Henderson zu erpressen. Das Telefonat ist Waynes Grund, Evelyn aufzusuchen, und beweist, dass Charles der Auftraggeber von Henderson und von Cummings ist. Indem Wayne und der von ihm mit ins Vertrauen gezogene Bauer Henderson nach der Übergabe Amys beschießen, vereiteln sie, dass Henderson von dem Bankschließfach erfährt, in dem der Telefonatsmitschnitt aufbewahrt wird. Indes verheimlicht Charles seine Verwicklung in die Terroranschläge gegenüber Martha, Gardner und Hayes. Bauer und Wayne dringen in die Bank ein und stellen dort den Telefonatsmitschnitt sicher, den ihnen Hendersons Komplizen, die Bank belagernd, aber abnehmen wollen. Indem Bauer sie in ein Feuergefecht mit Polizei und Militär treibt, kann er mit Wayne und dem Beweis flüchten.
Um Gardners Anweisung zur Übernahme der CTU durch Homeland voranzutreiben, lässt Hayes, forciert durch ihren Assistenten Miles Papazian, Buchanan gezielt diskreditieren, sodass dieser entlassen wird, und die meisten restlichen CTU-Mitarbeiter durch Homeland-Angestellte ersetzen. Buchanans Absetzung nutzt Audrey aus, um Chloe weiterhin für sich arbeiten zu lassen und damit Jack zu unterstützen. Nachdem Bauer an die Charles belastenden Informationen gelangt ist, erhält Hayes von Charles den Befehl, Bauer vorgeblich als Schuldigen für Davids Ermordung zu ergreifen und zu verhaften. Um sich deshalb zu Bauer führen zu lassen, lässt Hayes Audrey überwachen, die sich aber, ohne Hayes’ Wissen und indem Chloe die Überwachung sabotiert, zu einem Treffen mit ihrem Vater, dem US-Verteidigungsminister James Heller, zu einem Flugplatz begibt.

### 0 bis 7 Uhr
Audrey und Jack informieren Heller über den Inhalt des Telefonats, damit er den Generalstaatsanwalt gegen den Präsidenten ermitteln lässt. Aus Sorge um den möglichen Ansehensverlust der US-Regierung konfrontiert Heller stattdessen Charles persönlich mit den belastenden Informationen, um ihn so zu einem geräuschlosen Rücktritt zu zwingen. Henderson nimmt kurzzeitig Audrey als Geisel und eignet sich so die Telefonaufnahme wieder an, weshalb Charles die Rücktrittsforderung ignoriert und Heller wegen unbewiesener Anschuldigungen wieder fortschickt. Nachdem Chloes Unterstützung für Audrey aufgefallen ist und sie deshalb verhaftet wurde, flieht sie aus der CTU in das Wohnhaus Buchanans, mit dem sie Jack weiterhin unterstützt. Nachdem auch Hayes von Logans Verstrickung in die Terroranschläge erfahren hat, warnt sie Buchanan und Chloe vor der von ihr veranlassten Verhaftung beider, sodass Chloe fliehen kann. Von einer Hotellobby aus und unterstützt durch Hayes versorgt sie Bauer mit Informationen.
Der Präsident lässt nichts unversucht, um seine Verwicklung in Palmers Tod geheim zu halten. Diesbezüglich wird er durch den Lobbyisten Graem telefonisch beraten, der ein Konsortium aus Lobbyisten vertritt, die mit Charles schon seit seinem Amtsantritt vor 18 Monaten kooperieren und denen es ebenfalls um die US-Ölinteressen geht. Durch das insgeheim von Charles veranlasste Verschwinden von Aaron Pierce misstrauisch geworden, wird Martha durch ihren Mann über dessen Verstrickung in Palmers Tod informiert und von ihm abermals mit der Einweisung in die Psychiatrie bedroht, sollte sie diese Informationen weitergeben. Martha bestärkt mit der Andeutung dieser Informationen aber Novick in seinem Misstrauen gegenüber Charles’ heimlichtuerischem Verhalten.
Henderson, von Charles mit der Ermordung Bauers beauftragt, übergibt die Aufzeichnung zu seinem Schutz einem Kopiloten, ehe er durch Bauer und Manning aufgegriffen und verhaftet wird. In Haft versucht Henderson seine Freilassung zu erreichen, indem er mit der Ermordung Hellers durch seine Komplizen droht. Dieser vereitelt seine Ermordung, indem er sich, Suizid versuchend, mit seinem Auto in ein Gewässer stürzt. Telefonisch unterstützt durch Chloe, schmuggelt sich Bauer an Bord desjenigen vollbesetzten Passagierflugzeuges, das mit dem Besitzer der Aufzeichnung an Bord gegen 2 Uhr startet. Als diesen identifiziert Chloe erst kurz vor 3 Uhr den Kopiloten, sodass Bauer sich die Aufnahme aneignen kann. Auf Graems dringenden Rat hin befiehlt Charles den Abschuss des Flugzeuges durch einen F/A-18-Jäger. Per Sturzflug können Bauer und der Kopilot den Abschuss der Maschine vereiteln; sie landen auf einem Highway. Mit Curtis Mannings Hilfe schmuggelt Bauer die Aufzeichnung an dem von Logan zielgerichtet eingesetzten Militär vorbei bis in die CTU, wo Chloe sie zur Vorführung gegenüber dem Generalstaatsanwalt vorbereitet.
Charles, wegen der Sicherstellung der Aufnahme seine baldige Verhaftung befürchtend, bricht seinen von Graem befürworteten Selbstmordversuch ab, als sich der auf einen Karrieresprung hoffende Papazian bei ihm meldet. Mit der von Charles erhaltenen Zusage, ihm eine Position im Weißen Haus zu verschaffen, löscht Papazian die Aufnahme heimlich und dauerhaft. Charles sieht sich dadurch gestärkt und hebt den Haftbefehl gegen Bauer auf, damit er Bauer aus dem Weg schaffen lassen kann. Letzteres befiehlt Charles dem ihm loyalen Secret-Service-Agenten Adams auch bezüglich Bauers Mitwisser Pierce. Die Ermordung von Pierce vereitelt Martha aber, indem sie Adams mit dessen Waffe erschießt. Pierce und Martha ziehen Novick ins Vertrauen, der daraufhin Pierce und Adams’ Leiche vom Gelände schmuggelt.
Während des Transports von Bierko aus der CTU in ein Hochsicherheitsgefängnis, befreien ihn seine Komplizen. Den letzten Nervengasbehälter verwenden sie gemeinsam zum Töten der russisch-US-amerikanischen Mannschaft eines russischen Militär-U-Boots, das im Hafen Los Angeles ankert und dessen zwölf Marschflugkörper sie auf zivile US-Ziele abschießen wollen. Trotz Jacks Einspruch erhält Henderson Straffreiheit, damit er der CTU beim Auffinden Bierkos hilft. Dabei informiert Henderson Bauer auch über die Beteiligung der Lobbyistengruppe an Logans illegalen Aktivitäten, allerdings ohne deren Namen zu nennen. Bauer kann in dem U-Boot die Terroristen einschließlich Bierko töten und mit Hendersons Hilfe die Raketenstartsequenz abbrechen. Als Henderson seine insgeheim von Bauer entladene Waffe auf Bauer richtet, wird er von Bauer als Strafe für seine Beteiligung an der Ermordung von Palmer, Dessler und Almeida erschossen.
Um von Charles ein Geständnis für seine Beteiligung an Palmers Tod zu erlangen, gibt sich Bauer, unterstützt durch Novick, Pierce und Martha, als Pilot des Hubschraubers Marine One aus, der Charles zu dem Flugplatz befördert, auf dem anlässlich der Überführung von Ex-Präsident Palmers Leiche eine Trauerzeremonie stattfindet. Damit entführt er Charles kurzzeitig, verhört ihn – auch zwecks Preisgabe der Namen seiner Mitverschwörer – aber erfolglos. Deshalb entlockt ihm Martha ein Geständnis, das über die von Bauer versteckte Wanze durch Chloe aufgezeichnet wird. Durch das Geständnis lässt der Generalstaatsanwalt Charles umgehend vom Secret Service abführen. Noch auf dem Industriegelände befindlich, in dem er Charles verhört hatte, wird Bauer im Auftrag von Zheng Chi, dem Sicherheitschef des chinesischen Konsulats in L. A., auf ein chinesisches Frachtschiff entführt, das nach China unterwegs ist.

## Produktion
Die in einem U-Boot spielenden Szenen der vorletzten Episode (5 Uhr bis 6 Uhr) entstanden in einem U-Boot der United States Navy in San Diego (Naval Base San Diego). Die Rolle der von Jean Smart gespielten First Lady Martha Logan basiert auf Martha Mitchell, der Gattin von Richard Nixons Justizminister John N. Mitchell.

## Besetzung und Synchronsprecher

### Hauptbesetzung
| Rollenname     | Schauspieler      | Deutscher Synchronsprecher | Rolle                                                                            |
| -------------- | ----------------- | -------------------------- | -------------------------------------------------------------------------------- |
| Jack Bauer     | Kiefer Sutherland | Tobias Meister             | Ehemaliger Leiter der CTU-Abteilung für Geheimoperationen, Deckname: Frank Flynn |
| Audrey Raines  | Kim Raver         | Ranja Bonalana             | Referentin des US-Verteidigungsministeriums                                      |
| Tony Almeida   | Carlos Bernard    | Robin Brosch               | Ehemaliger CTU-Agent, Ehemann von Michelle Dessler                               |
| Chloe O’Brian  | Mary Lynn Rajskub | Julia Ziffer               | CTU-Datenanalytikerin                                                            |
| Charles Logan  | Gregory Itzin     | Lutz Mackensy              | US-Präsident, Mann von Martha Logan                                              |
| Bill Buchanan  | James Morrison    | Norbert Langer             | CTU-Leiter                                                                       |
| Edgar Stiles   | Louis Lombardi    | Peter Reinhardt            | CTU-Datenanalytiker                                                              |
| Curtis Manning | Roger Cross       | Peter Flechtner            | Stellvertretender CTU-Leiter                                                     |
| Martha Logan   | Jean Smart        | Katarina Tomaschewsky      | First Lady                                                                       |

### Neben- und Gastdarsteller
| Rollenname            | Schauspieler       | Deutscher Synchronsprecher | Rolle                                                               |
| --------------------- | ------------------ | -------------------------- | ------------------------------------------------------------------- |
| Diane Huxley          | Connie Britton     |                            | Lebensgefährtin von Jack Bauer                                      |
| Derek Huxley          | Brady Corbet       | Wanja Gerick               | Sohn von Diane Huxley                                               |
| Spenser Wolff         | Jonah Lotan        | Robin Kahnmeyer            | CTU-Datenanalytiker, Liebhaber von Chloe O’Brian                    |
| Walt Cummings         | John Allen Nelson  | Matthias Klages            | Stabschef des Weißen Hauses                                         |
| James Nathanson       | Geraint Wyn Davies | Hubertus Bengsch           | Ex-CIA-Mann, Auftraggeber von Anton Beresch und Walt Cummings       |
| Lynn McGill           | Sean Astin         | Patrick Bach               | Angestellter der CTU-Bezirksdirektion                               |
| Mike Novick           | Jude Ciccolella    | Norbert Gescher            | Berater des US-Präsidenten, später Stabschef des Weißen Hauses      |
| Theo Stoller          | Henry Ian Cusick   | Simon Jäger                | Agent des Bundesnachrichtendienstes                                 |
| Anya Suvarov          | Kathleen Gati      |                            | Gattin von Yuri Suvarov                                             |
| Evelyn Martin         | Sandrine Holt      | Arianne Borbach            | Assistentin der First Lady                                          |
| Yuri Suvarov          | Nick Jameson       |                            | Präsident Russlands                                                 |
| Collette Stenger      | Stana Katić        |                            | Informationsbeschafferin für Bierko, Komplizin von Henderson        |
| Cheng Zhi             | Tzi Ma             | Wolfgang Condrus           | Sicherheitschef des chinesischen Konsulats                          |
| Graem Bauer           | Paul McCrane       | Till Hagen                 | Lobbyist, dessen Nachname erst in der sechsten Staffel genannt wird |
| Anton Beresch         | David Dayan Fisher | Charles Rettinghaus        | Terrorist, russischer Separatist                                    |
| Vladimir Bierko       | Julian Sands       | Torsten Michaelis          | Terrorist, russischer Separatist                                    |
| Ivan Erwich           | Mark Sheppard      | Michael Iwannek            | Terrorist, russischer Separatist                                    |
| Karen Hayes           | Jayne Atkinson     | Monica Bielenstein         | Angestellte von Homeland Security, Leiterin der CTU L. A.           |
| Shari Rothenberg      | Kate Mara          | Luise Helm                 | Angestellte von Homeland Security                                   |
| Miles Papazian        | Stephen Spinella   | Stefan Krause              | Angestellter von Homeland Security                                  |
| Christopher Henderson | Peter Weller       | Frank Glaubrecht           | Forscher bei Omicron International                                  |
| Hal Gardner           | Ray Wise           | Lutz Riedel                | US-Vizepräsident                                                    |
| James Heller          | William Devane     | Uli Krohm                  | US-Verteidigungsminister                                            |
| David Palmer          | Dennis Haysbert    | Tilo Schmitz               | Ex-US-Präsident, Bruder von Wayne Palmer                            |
| Michelle Dessler      | Reiko Aylesworth   | Ulrike Stürzbecher         | Ex-CTU-Leiterin, Ehefrau von Tony Almeida                           |
| Kim Bauer             | Elisha Cuthbert    | Sonja Spuhl                | Tochter von Jack Bauer                                              |
| Wayne Palmer          | D. B. Woodside     | Oliver Feld                | Bruder von David Palmer                                             |
| Morris O’Brian        | Carlo Rota         | Erich Räuker               | Ex-Mann von Chloe O’Brian                                           |

## Episoden
Das Datum der deutschsprachigen Erstausstrahlung ist jeweils grün hervorgehoben.

Die Erstausstrahlung der fünften Staffel war vom 15. Januar bis zum 22. Mai 2006 auf dem US-Sender Fox zu sehen. An der deutschsprachigen Erstausstrahlung der Staffel waren die Sender SF 2 und ATV beteiligt.
|           |           |                          |                                | Erstausstrahlung | Erstausstrahlung     | Erstausstrahlung | Erstausstrahlung  |               |                                                |
| Nr. (ges) | Nr. (St.) | Deutschsprachiger Titel  | Originaltitel                  | USA (FOX)        | Deutschland (RTL II) | Österreich (ATV) | Schweiz (SF zwei) | Regie         | Drehbuch                                       |
| --------- | --------- | ------------------------ | ------------------------------ | ---------------- | -------------------- | ---------------- | ----------------- | ------------- | ---------------------------------------------- |
| 97        | 1         | Tag 5: 7:00 – 8:00 Uhr   | Day 5: 7:00 a.m. – 8:00 a.m.   | 15. Jan. 2006    | 3. Jan. 2007         | 26. Nov. 2006    | 27. Nov. 2006     | Jon Cassar    | Howard Gordon                                  |
| 98        | 2         | Tag 5: 8:00 – 9:00 Uhr   | Day 5: 8:00 a.m. – 9:00 a.m.   | 15. Jan. 2006    | 3. Jan. 2007         | 26. Nov. 2006    | 27. Nov. 2006     | Jon Cassar    | Evan Katz                                      |
| 99        | 3         | Tag 5: 9:00 – 10:00 Uhr  | Day 5: 9:00 a.m. – 10:00 a.m.  | 16. Jan. 2006    | 3. Jan. 2007         | 3. Dez. 2006     | 4. Dez. 2006      | Brad Turner   | Manny Coto                                     |
| 100       | 4         | Tag 5: 10:00 – 11:00 Uhr | Day 5: 10:00 a.m. – 11:00 a.m. | 16. Jan. 2006    | 10. Jan. 2007        | 3. Dez. 2006     | 4. Dez. 2006      | Brad Turner   | Joel Surnow, Michael Loceff                    |
| 101       | 5         | Tag 5: 11:00 – 12:00 Uhr | Day 5: 11:00 a.m. – 12:00 p.m. | 22. Jan. 2006    | 10. Jan. 2007        | 10. Dez. 2006    | 11. Dez. 2006     | Jon Cassar    | Joel Surnow, Michael Loceff                    |
| 102       | 6         | Tag 5: 12:00 – 13:00 Uhr | Day 5: 12:00 p.m. – 1:00 p.m.  | 29. Jan. 2006    | 10. Jan. 2007        | 10. Dez. 2006    | 11. Dez. 2006     | Jon Cassar    | David Fury                                     |
| 103       | 7         | Tag 5: 13:00 – 14:00 Uhr | Day 5: 1:00 p.m. – 2:00 p.m.   | 5. Feb. 2006     | 17. Jan. 2007        | 17. Dez. 2006    | 18. Dez. 2006     | Brad Turner   | Manny Coto                                     |
| 104       | 8         | Tag 5: 14:00 – 15:00 Uhr | Day 5: 2:00 p.m. – 3:00 p.m.   | 12. Feb. 2006    | 17. Jan. 2007        | 17. Dez. 2006    | 18. Dez. 2006     | Brad Turner   | Robert Cochran, Evan Katz                      |
| 105       | 9         | Tag 5: 15:00 – 16:00 Uhr | Day 5: 3:00 p.m. – 4:00 p.m.   | 19. Feb. 2006    | 17. Jan. 2007        | 1. Jan. 2007     | 25. Dez. 2006     | Tim Iacofano  | Howard Gordon, David Fury                      |
| 106       | 10        | Tag 5: 16:00 – 17:00 Uhr | Day 5: 4:00 p.m. – 5:00 p.m.   | 27. Feb. 2006    | 24. Jan. 2007        | 1. Jan. 2007     | 25. Dez. 2006     | Tim Iacofano  | Joel Surnow, Michael Loceff                    |
| 107       | 11        | Tag 5: 17:00 – 18:00 Uhr | Day 5: 5:00 p.m. – 6:00 p.m.   | 6. März 2006     | 24. Jan. 2007        | 7. Jan. 2007     | 1. Jan. 2007      | Jon Cassar    | Nicole Ranadive                                |
| 108       | 12        | Tag 5: 18:00 – 19:00 Uhr | Day 5: 6:00 p.m. – 7:00 p.m.   | 6. März 2006     | 24. Jan. 2007        | 7. Jan. 2007     | 1. Jan. 2007      | Jon Cassar    | Duppy Demetrius, Matt Michnovetz               |
| 109       | 13        | Tag 5: 19:00 – 20:00 Uhr | Day 5: 7:00 p.m. – 8:00 p.m.   | 13. März 2006    | 31. Jan. 2007        | 14. Jan. 2007    | 8. Jan. 2007      | Brad Turner   | Joel Surnow, Michael Loceff                    |
| 110       | 14        | Tag 5: 20:00 – 21:00 Uhr | Day 5: 8:00 p.m. – 9:00 p.m.   | 20. März 2006    | 31. Jan. 2007        | 14. Jan. 2007    | 8. Jan. 2007      | Brad Turner   | Howard Gordon, Evan Katz; Idee: Sam Montgomery |
| 111       | 15        | Tag 5: 21:00 – 22:00 Uhr | Day 5: 9:00 p.m. – 10:00 p.m.  | 27. März 2006    | 31. Jan. 2007        | 21. Jan. 2007    | 15. Jan. 2007     | Jon Cassar    | David Ehrman                                   |
| 112       | 16        | Tag 5: 22:00 – 23:00 Uhr | Day 5: 10:00 p.m. – 11:00 p.m. | 3. Apr. 2006     | 7. Feb. 2007         | 21. Jan. 2007    | 15. Jan. 2007     | Jon Cassar    | Manny Coto, Sam Montgomery                     |
| 113       | 17        | Tag 5: 23:00 – 0:00 Uhr  | Day 5: 11:00 p.m. – 12:00 a.m. | 10. Apr. 2006    | 7. Feb. 2007         | 28. Jan. 2007    | 22. Jan. 2007     | Brad Turner   | David Fury                                     |
| 114       | 18        | Tag 5: 0:00 – 1:00 Uhr   | Day 5: 12:00 a.m. – 1:00 a.m.  | 17. Apr. 2006    | 7. Feb. 2007         | 28. Jan. 2007    | 22. Jan. 2007     | Brad Turner   | Howard Gordon                                  |
| 115       | 19        | Tag 5: 1:00 – 2:00 Uhr   | Day 5: 1:00 a.m. – 2:00 a.m.   | 24. Apr. 2006    | 14. Feb. 2007        | 4. Feb. 2007     | 29. Jan. 2007     | Dwight Little | Craig Van Sickle, Steven Long                  |
| 116       | 20        | Tag 5: 2:00 – 3:00 Uhr   | Day 5: 2:00 a.m. – 3:00 a.m.   | 1. Mai 2006      | 14. Feb. 2007        | 4. Feb. 2007     | 29. Jan. 2007     | Dwight Little | Joel Surnow, Michael Loceff                    |
| 117       | 21        | Tag 5: 3:00 – 4:00 Uhr   | Day 5: 3:00 a.m. – 4:00 a.m.   | 8. Mai 2006      | 14. Feb. 2007        | 11. Feb. 2007    | 5. Feb. 2007      | Brad Turner   | Manny Coto                                     |
| 118       | 22        | Tag 5: 4:00 – 5:00 Uhr   | Day 5: 4:00 a.m. – 5:00 a.m.   | 15. Mai 2006     | 21. Feb. 2007        | 11. Feb. 2007    | 5. Feb. 2007      | Brad Turner   | David Fury, Sam Montgomery                     |
| 119       | 23        | Tag 5: 5:00 – 6:00 Uhr   | Day 5: 5:00 a.m. – 6:00 a.m.   | 22. Mai 2006     | 21. Feb. 2007        | 18. Feb. 2007    | 12. Feb. 2007     | Jon Cassar    | Howard Gordon, Evan Katz                       |
| 120       | 24        | Tag 5: 6:00 – 7:00 Uhr   | Day 5: 6:00 a.m. – 7:00 a.m.   | 22. Mai 2006     | 21. Feb. 2007        | 18. Feb. 2007    | 12. Feb. 2007     | Jon Cassar    | Robert Cochran                                 |

## Rezeption

### Kritiken
Die fünfte Staffel wurde in den USA überwiegend positiv bewertet und als „eine der besten“ gelobt. Sie habe einen „Höhepunkt an Intrigen und Unentschlossenheit im Weißen Haus“ gezeigt. Die Staffel beinhalte eine „kurzweilige Handlung, unvorhersehbare Wendungen und überraschend wenige Füllszenen“ und funktioniere deshalb so gut, weil die Bedrohungen „furchterregender“ seien und stärker denn je variiert würden, auch wenn einige aus vorherigen Staffeln entlehnt seien. Christopher Henderson sei „dankenswerterweise nicht nur ein Psychopath, der sich hinter einer Wand aus Monitoren freut“, sondern entwickele sich trotz seiner wenigen Auftritte zu einer „vielschichtigen“ und „einprägsamen“ Figur. Die Serie fasziniere auch noch in der fünften Staffel, vor allem, weil sie „im Sekundentakt volle Action“ biete, weil sie nicht davor zurückschrecke, Sympathieträger sterben und Schurken entkommen zu lassen, und weil – im Gegensatz zu deutschen Krimis – jeder verdächtig sei, nicht der zu sein, der er vorgibt zu sein.
Die BusinessWeek befand, dass Gregory Itzin den (Vize-)Präsidenten Charles Logan „köstlich“ gespielt habe und „unübertroffen“ sei in seiner Rolle als „Halunke, Tollpatsch und verräterischer Intrigant“. Anerkennung fand die Leistung Itzins auch durch Spiegel online, denn Logan sei von ihm „mit paradoxer Virtuosität als beinharter Weichling porträtiert“ worden. Der New York Times zufolge sei Logan „unwiderstehlich als nörgelnder, feiger Befehlshaber“, der seine Frau manipuliert.
Die Darstellung von Logans Ehefrau Martha durch Jean Smart wurde ebenfalls gelobt. Jean Smart, so der Seattle Post-Intelligencer, lasse die Zuschauer mit Marthas Frustration mitfühlen, die sie jedoch nie zu sehr betone. The New Yorker empfand Smarts Schauspiel als „grandios“. Die USA Today hob hervor, dass Smart ihre First Lady Martha „komisch, erschreckend und sympathisch“ gemacht habe.

### Auszeichnungen
Mit insgesamt zwölf Nominierungen und fünf Prämierungen bei den Emmy-Awards 2006 ist die Staffel die hinsichtlich Primetime Emmy Awards meistausgezeichnete der Serie. Prämiert wurde sie unter anderem in den Kategorien Beste Dramaserie und Bester Hauptdarsteller in einer Dramaserie (Kiefer Sutherland). Für jede der Episoden 1 und 15 gab es drei Nominierungen. Die erste Episode wurde für die Regie und für den Bildschnitt prämiert. Des Weiteren wurden die Darsteller des US-Präsidentenehepaares, Itzin und Smart, mit je einer Nominierung bedacht.